# Grono
Grono est une commune suisse du canton des Grisons, située dans la région de Moesa. Le 1er janvier 2017 elle absorbe les anciennes communes de Leggia et de Verdabbio.

## Météorologie
Le 11 août 2003, une température de 41,5 °C a été mesurée à Grono, il s'agit de la température la plus élevée jamais mesurée en Suisse. En comparaison, la température la plus basse jamais mesurée en Suisse est de −41,8 °C à La Brévine.